# Cerithium balletoni
Cerithium balletoni is een slakkensoort uit de familie van de Cerithiidae. De wetenschappelijke naam van de soort is voor het eerst geldig gepubliceerd in 2009 door Cecalupo.